# Aaron z Krakova
Blahoslavený Aaron z Krakova (zemřel 9. října 1059) byl prvním opatem benediktinského kláštera v Týnci (dnes je tento Týnec součástí Krakova) a také krakovským biskupem a později arcibiskupem.

## Život
Opatem kláštera se stal hned po jeho založení Kazimírem I. v roce 1044, od roku 1046 byl krakovským biskupem jako nástupce Rachelina.
Stal se i arcibiskupem, ale tento úřad nepřešel na jeho krakovské nástupce. Možná to bylo proto, protože jej do úřadu jmenoval vzdoropapež Benedikt X., možná bylo krakovské arcibiskupství původně zamýšleno jako náhrada hnězdenského arcibiskupství, které bylo tou dobou neobsazené kvůli krizi piastovského státu i kvůli dobytí Hnězdna Břetislavem I. v roce 1039, a které bylo obsazeno až někdy před rokem 1076 Bogumiłem.